# كوميك يوري هيم
كوميك يوري هيم (باليابانية: コミック百合姫) مجلة يابانية متخصصة بمانغا اليوري، أول عدد صدر في تموز 2005. كانت مجلة فصلية حتى نهاية عام 2010، ولكنها الآن تصدر شهرياً.